# Iris potaninii
Iris potaninii är en irisväxtart som beskrevs av Carl Maximowicz. Iris potaninii ingår i släktet irisar, och familjen irisväxter.

## Underarter
Arten delas in i följande underarter:
- I. p. ionantha
- I. p. potaninii

## Bildgalleri

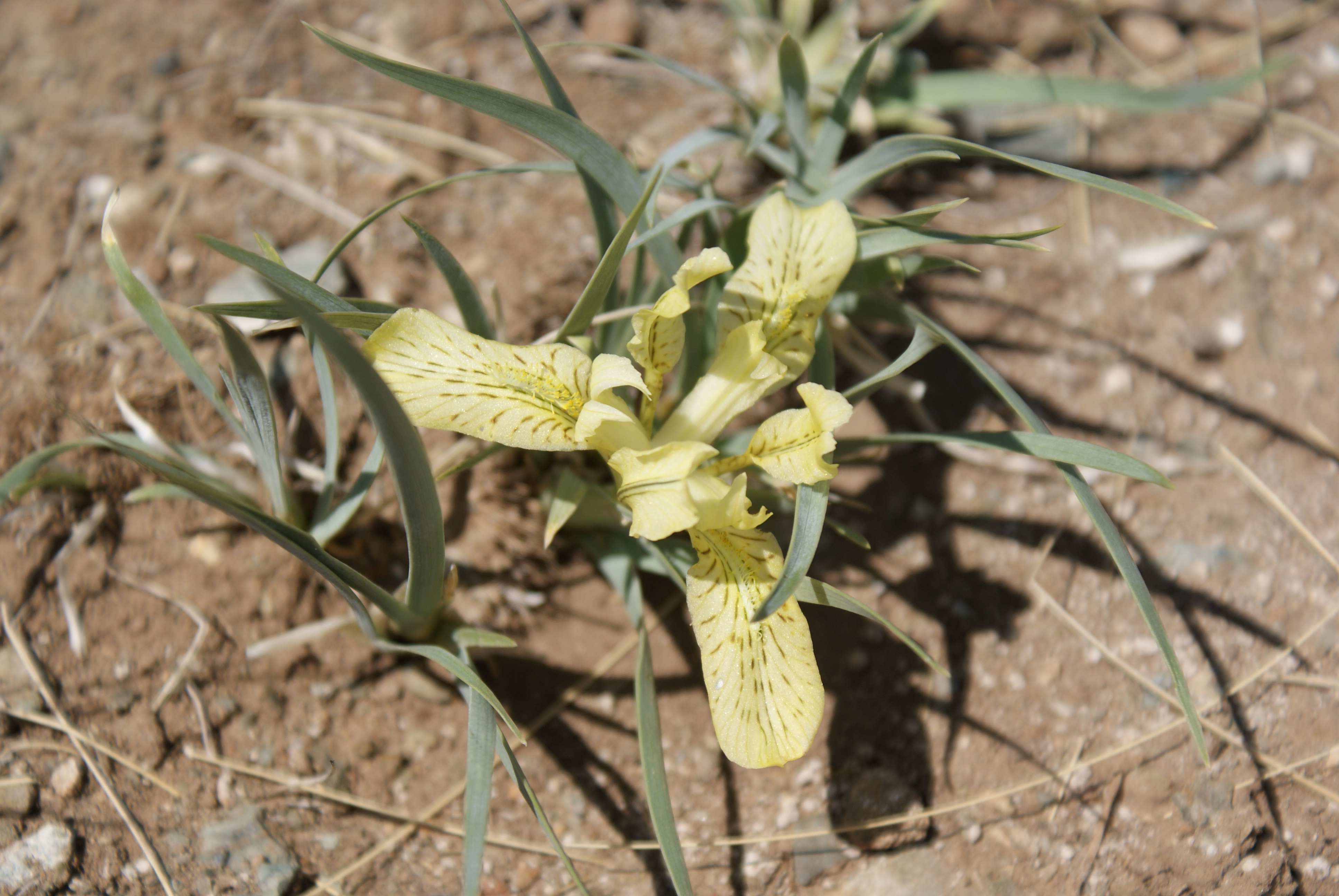